# Michel Souplet
Pour les articles homonymes, voir Souplet.
Michel Souplet, né le 3 avril 1929 à Chevrières et mort le 14 mai 2020 à Chevrières, est un homme politique français.

## Biographie
Agriculteur de profession, Michel Souplet est sénateur centriste de l'Oise de 1983 à 2001 et ancien conseiller régional de Picardie.
Il est président du salon de l'Agriculture et président du salon du Cheval, membre de l'ancien Conseil supérieur du cheval et d'association régionale de promotion du cheval de trait et à ce titre un des coorganisteurs de la course de la Route du Poisson.
Il est à l'origine de la fondation de l’Association européenne pour la promotion de la biomasse (AEBIOM) en 1990.

## Publication
- Paysan et Picard, éditions du CDDP de l'Oise.